# مسجد غريب نواز
مسجد غريب نواز هو مسجد في في منطقة مومنبورا ناجبور، كان اسم المسجد سابقا مسجد حضرة خواجة معين الدين تشيشتي، كما أن قبة المسجد مشابه لضريح خواجة غريب نواز .

## الشكل الداخلي
لدى المسجد جدران مغطاة بالرخام وتحتوي على 27 من الأقواس الداخلية، على كل اللدود من الجدان هناك آيات كتابية من القرآن الكريم، وهناك أيضا أسماء أربعة من الخلفاء الراشدين وأسماء أهل البيت مطبوعة على الجدران.

## الزوار
كل 16 سنة ومن جميع أنحاء العالم خلال مؤتمر الدعوة الإسلامية الالكترونية، زار رئيس الدعوة الإلكترونية الإسلامي محمد الياس العطار قدري مسجد غريب نواز عام 1997، وزار نات خوان محمد العويس رضا قادري هذا المسجد في عام 1997 أيضا، وزار محمد عمران العطار المسجد عام 2004، وكذلك الشيخ الإسلام مدني ميان والصياد هاشمي ميان وسائر علماء المسلمين زاروا المسجد .

## المعرض

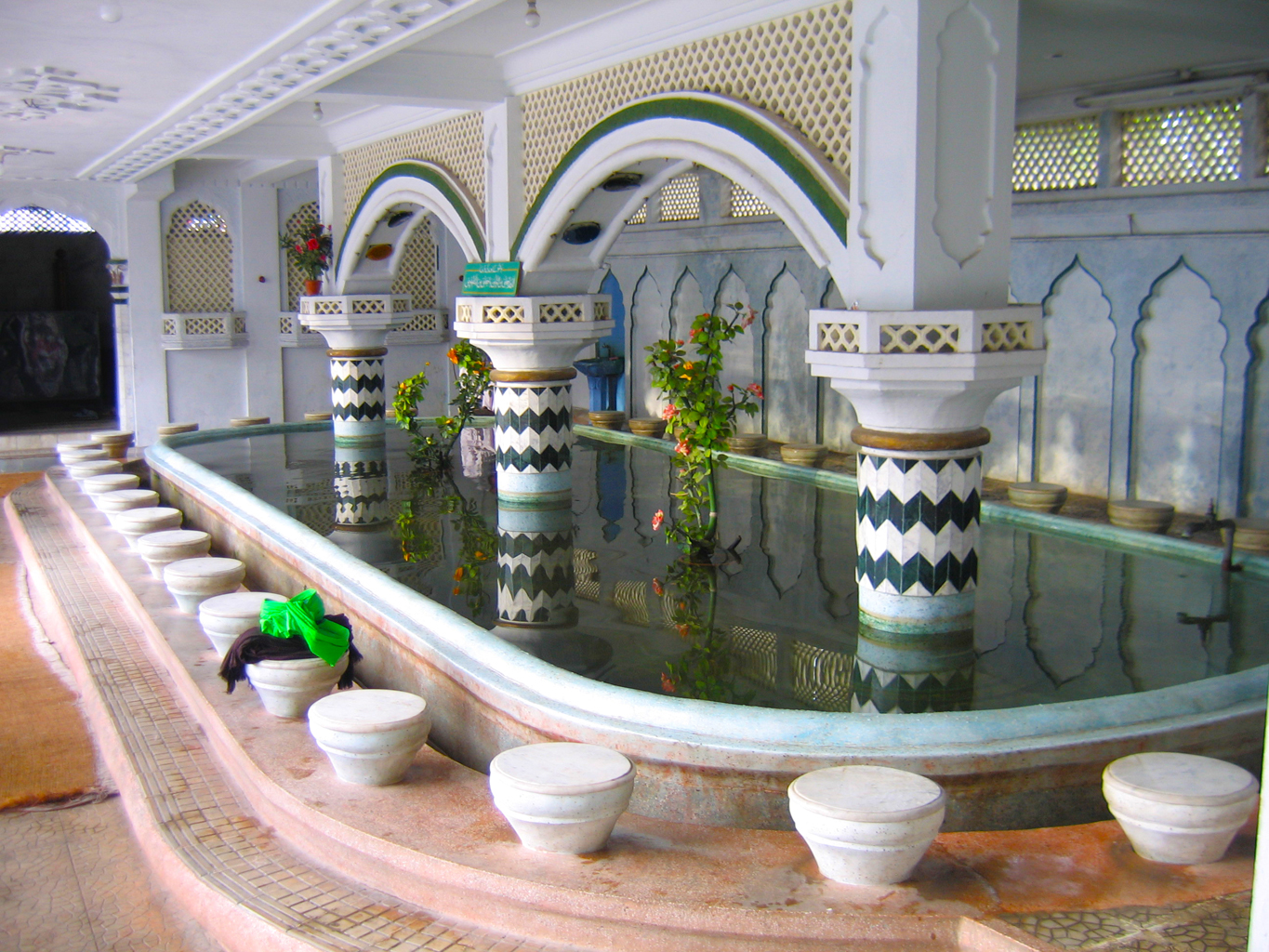
مسجد غريب نواز
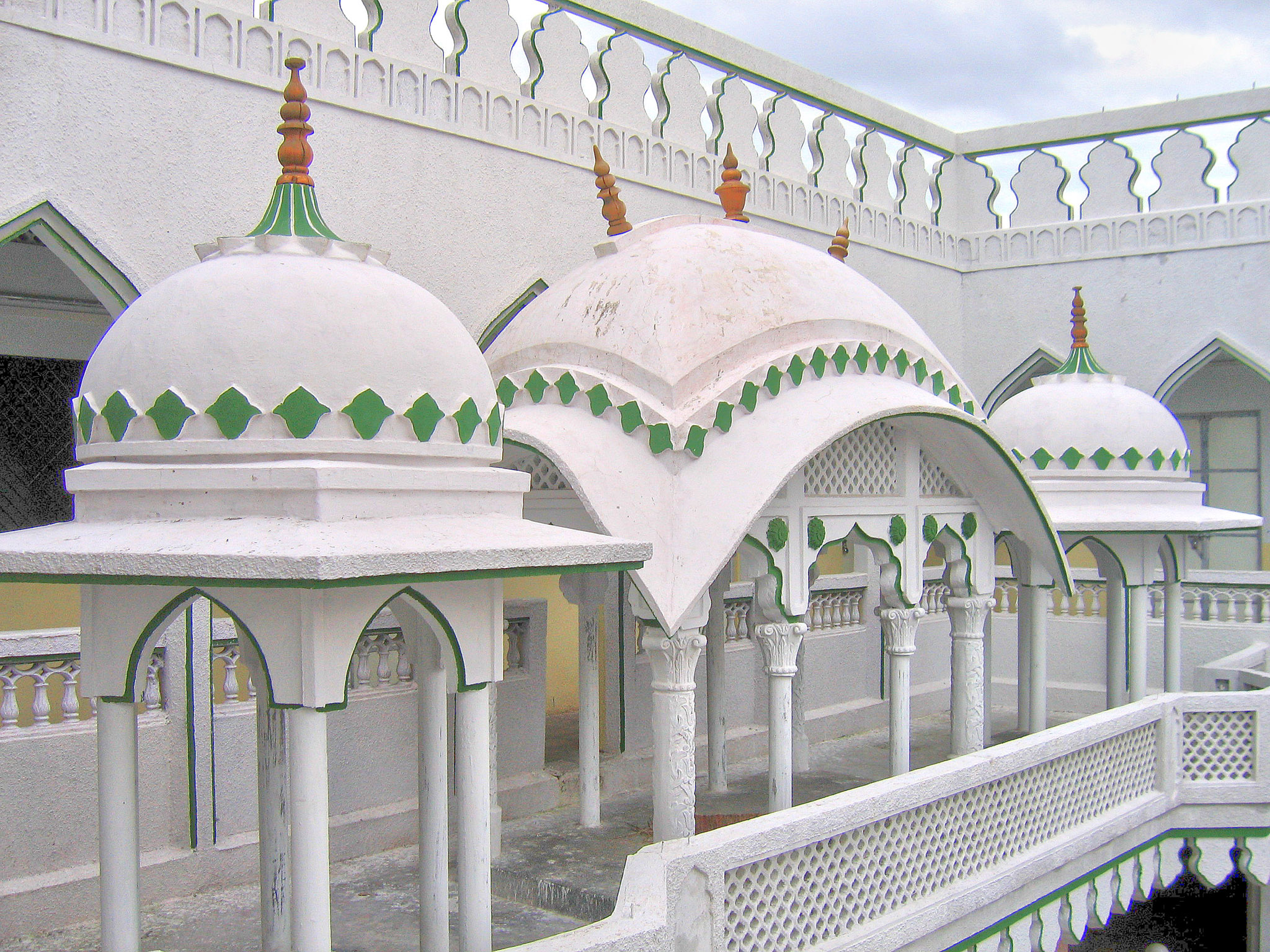
الجزء العلوي
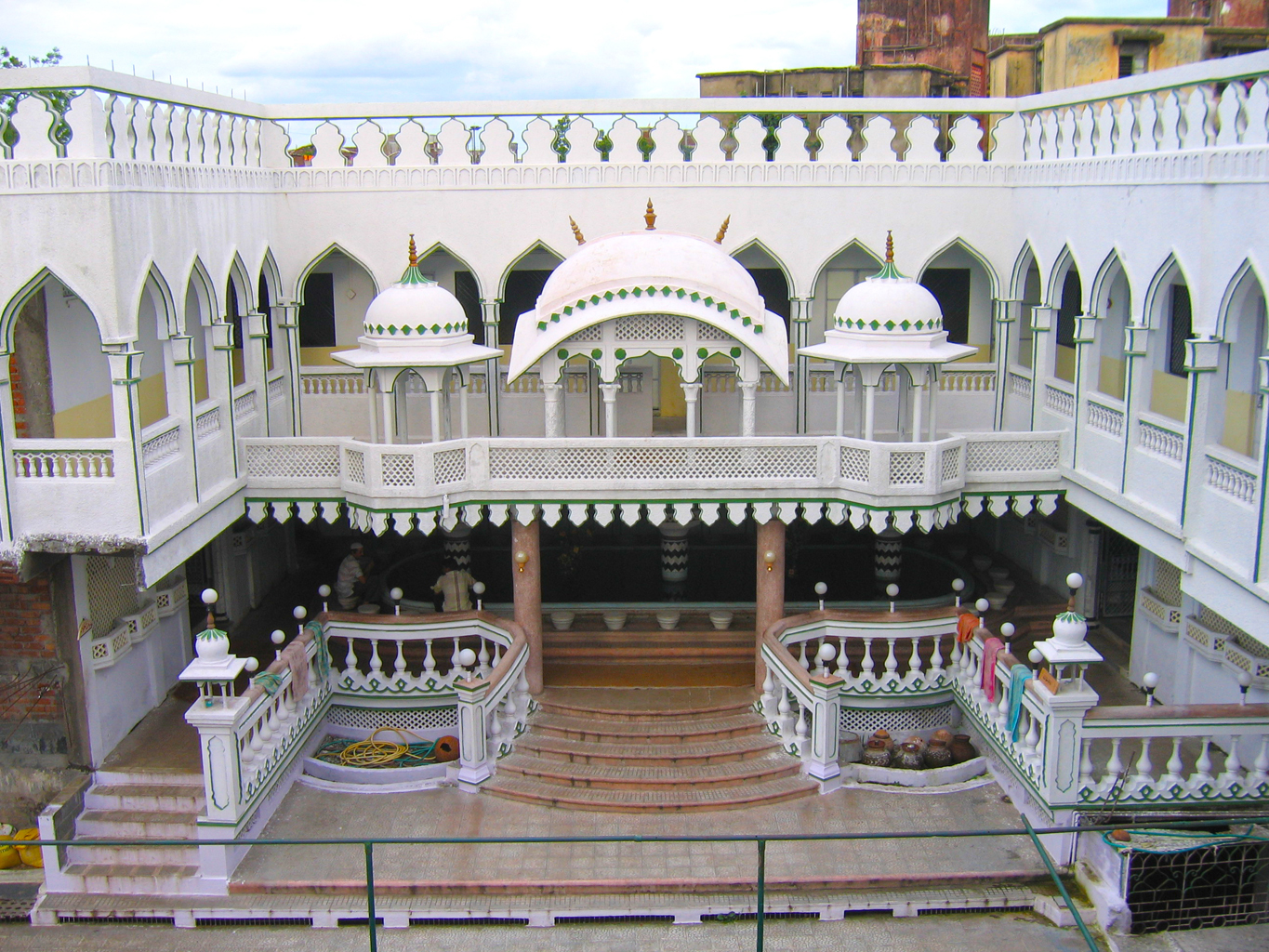
مسجد غريب نواز
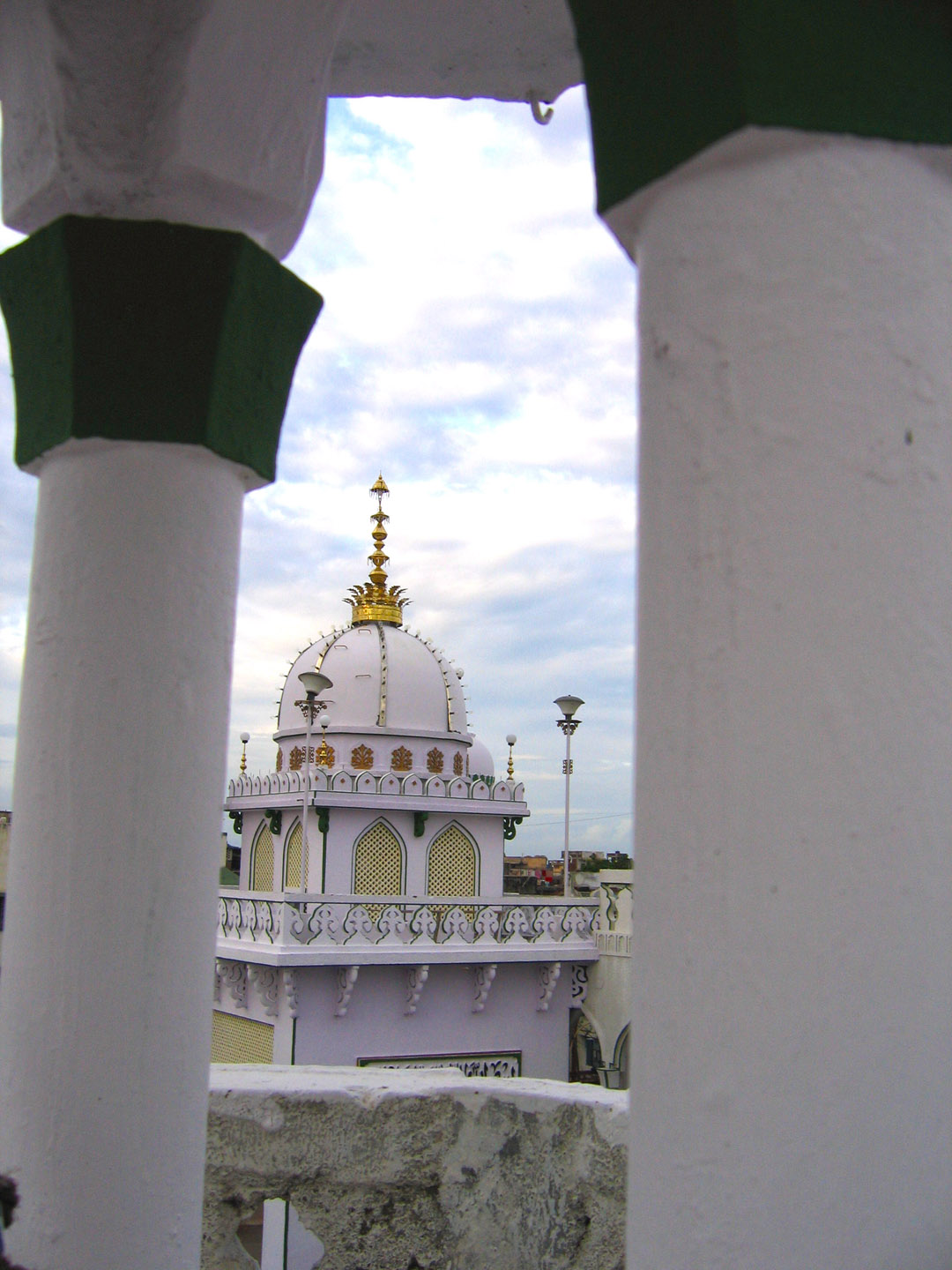
قبة المسجد
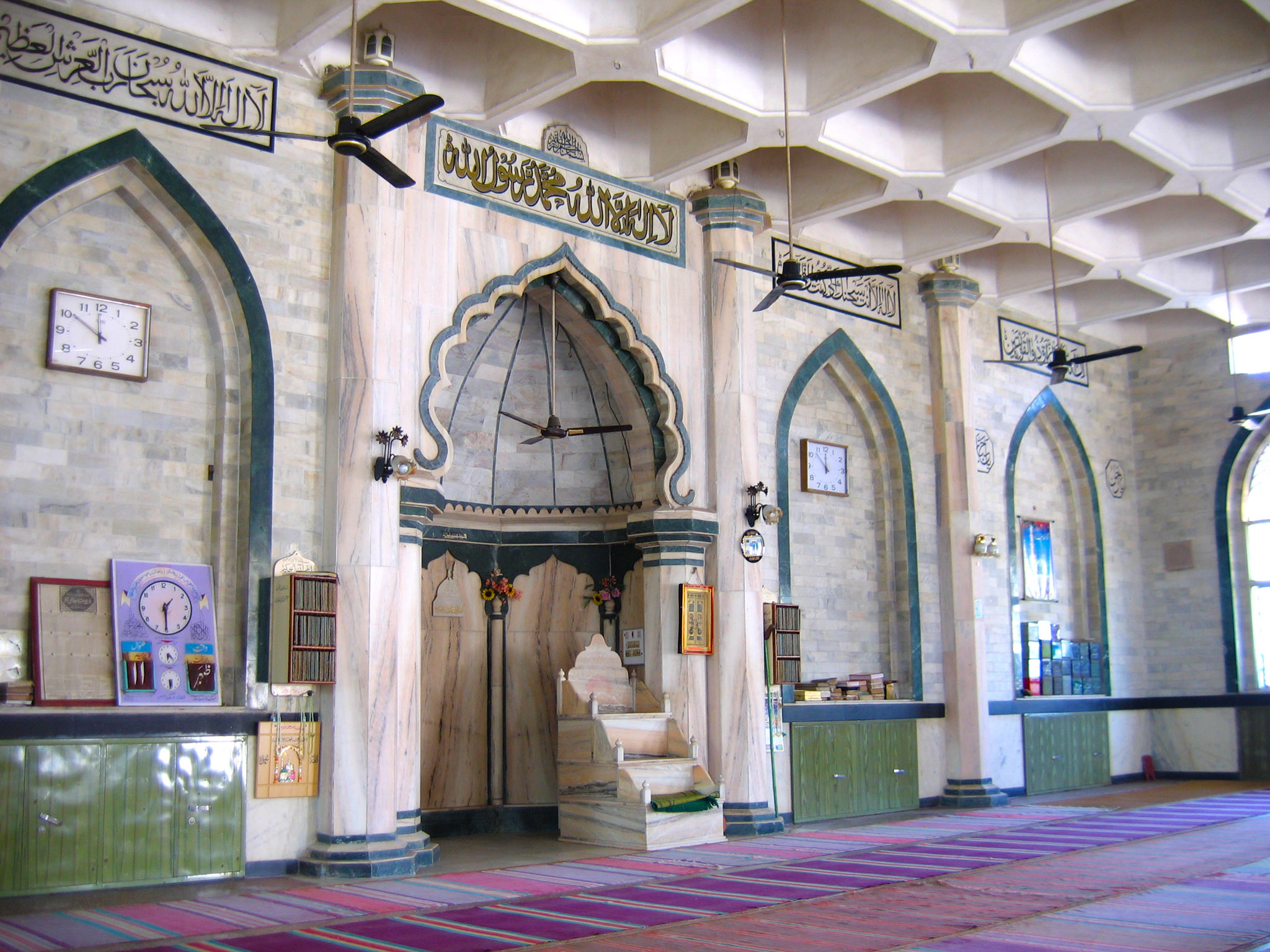
منبر المسجد

## وصلات خارجية
- موقع المسجد
- صور المسجد